# Max Witschel

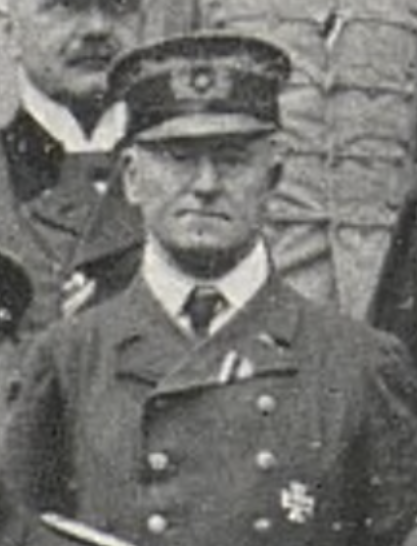
Max Witschel (1915)

Max Witschel (* 30. November 1863 in Klotzsche; † 22. August 1916 in Libau) war ein deutscher Konteradmiral im Ersten Weltkrieg.

## Leben
Witschel trat am 16. April 1883 als Kadett in die Kaiserliche Marine ein, absolvierte seine Grund- und Seeausbildung und besuchte die Marineschule. Als Unterleutnant zur See war er von Oktober 1887 bis April 1888 auf der Prinz Adalbert, diente anschließend als Kompanieoffizier bei der III. Matrosenartillerieabteilung und trat Anfang Mai 1889 auf dem Dampfer Sachsen die Ausreise nach Shanghai an. Dort ging Witschel als Wachoffizier an Bord des Kanonenbootes Iltis und wurde Mitte November 1889 zum Leutnant zur See befördert. Im Frühjahr 1891 kehrte er nach Deutschland zurück und war bis Ende September 1894 als Kompanieoffizier bzw. Adjutant der II. Matrosenartillerieabteilung tätig. Auf der Salier trat er dann die Ausreise nach Kamerun an, versah für ein Jahr Dienst als Erster Offizier auf der Hyäne. Nach seiner Rückkehr nach Deutschland erfolgten von November 1895 bis September 1897 Verwendungen auf der Wörth, Jagd, Beowulf, Frithjof und Hildebrand. Zwischenzeitlich zum Kapitänleutnant aufgestiegen, war Witschel ab Oktober 1897 für ein Jahr Adjutant der II. Marineinspektion. Daran schloss sich für drei Jahre seine Versetzung in die Militärische Abteilung des Allgemeinen Marinedepartements im Reichsmarineamt an. Am 1. Oktober 1901 erhielt Witschel mit der Ernennung zum Ersten Offizier des Artillerieschulschiffs Mars wieder ein Bordkommando und wurde Mitte April 1902 Korvettenkapitän. Als solcher war er vom 1. April 1903 bis zum 29. September 1905 Kommandeur der II. Matrosenartillerieabteilung in Wilhelmshaven, übernahm anschließend das Küstenpanzerschiff Frithjof und avancierte am 11. Januar 1906 zum Fregattenkapitän. Mit der Wiederindienststellung der Niobe am 19. Juni 1906 wurde Witschel Kommandant des Kleinen Kreuzers, den er zum Ostasiengeschwader nach Kiautschou verlegte. Dort ging er Anfang Juli 1907 von Bord, wurde nach seiner Rückkehr nach Deutschland Präses des Artillerieversuchskommandos und war zugleich Kommandant des Großen Kreuzers Prinz Adalbert. Er wurde am 30. März 1908 zum Kapitän zur See befördert und wechselte Mitte September auf die Brücke des Linienschiffs Mecklenburg, wo er bis zum 31. Juli 1911 als Kommandant verblieb, dem Datum der Außerdienststellung seines Schiffes. Witschel gehörte in dieser Zeit zum I. Geschwader der Hochseeflotte. Er stand dann kurzzeitig zur Verfügung des Chefs der Marinestation der Nordsee, war ab dem 15. September 1911 Kommandeur der I. Matrosendivision und wurde am 8. Februar 1913 unter Verleihung des Charakters als Konteradmiral mit Pension zur Disposition gestellt.
Zu Beginn des Ersten Weltkriegs wurde Witschel als z.D.-Offizier wiederverwendet und war bis Ende August 1914 Kommandant der Befestigungen der Wesermündung in Geestemünde. Anschließend kommandierte man ihn zum Stab der Marinedivision Flandern, dem späteren Marinekorps Flandern. Dort war er vom 16. Oktober 1914 bis zum 15. Januar 1916 als Artillerieinspekteur tätig und fungierte zugleich als seeartilleristischer Berater des III. Reserve-Korps. Nachdem Witschel als Leiter des Spezialkommando nach Libau versetzt worden war, erhielt er am 27. Januar 1916 das Patent zu seinem Dienstgrad.
Tagebuchaufzeichnungen Witschels aus seiner Zeit auf dem Kleinen Kreuzer Niobe von einer Ostasienreise 1906/07 nebst Korrespondenz mit seiner Ehefrau und Fotos sind als Nachlass im Geheimen Staatsarchiv Preußischer Kulturbesitz erhalten.
Witschel wohnte 1915 in dem Dresdner Villenvorort Niederlößnitz in der heute denkmalgeschützten Villa Makarenkostraße 5.

## Schriften
- Tagebuchaufzeichnungen Max Witschels während seines Kommandos auf dem Kleinen Kreuzer Niobe[2]
  - Bd. 1 Tagebuchaufzeichnungen Wilhelmshaven–Indischer Ozean. 10. Juli–26. Aug. 1906.
  - Bd. 2 Tagebuchaufzeichnungen Colombo–Shanghai. 28. Aug.–Dez. 1906.
  - Bd. 3 Tagebuchaufzeichnungen und Briefe an seine Frau Lotte Witschel. Nanking–Amoy. 10. Dez. 1906–19. April 1907.
  - Bd. 4 Tagebuchaufzeichnungen und Briefe an seine Frau Lotte Witschel. Tsingtau–Friedrichsbrunn. 25. April–17. Aug. 1907.